# Neil Brooks
Neil Brooks, né le 27 juillet 1962 à Crewe dans le Cheshire en Angleterre, est un nageur australien de nage libre notable pour avoir remporté le relais 4 × 100 m nage libre aux Jeux olympiques d'été de 1980 de Moscou, dans l'équipe surnommée le « Quietly Confident Quartet ».
Son palmarès compte aussi une médaille d'argent (4 × 100 m nage libre) et une de bronze (4 × 100 m 4 nages) aux Jeux olympiques d'été de 1984 de Los Angeles mais aussi trois médailles d'or (100 m nage libre, 4 × 100 m nage libre, 4 × 100 m 4 nages) aux Jeux du Commonwealth de 1982 de Brisbane et une médaille d'or (4 × 100 m nage libre) et une médaille d'argent (100 m nage libre) aux Jeux du Commonwealth de 1986 d'Édimbourg.